# Chrysophyllum sapini
Chrysophyllum sapini – gatunek drzew należących do rodziny sączyńcowatych. Jak wszystkie gatunki z tej rodziny występuje w strefie tropikalnej.